# Felgueiras (Torre de Moncorvo)
Felgueiras ist ein Ort und eine ehemalige Gemeinde im Nordosten Portugals.

## Geschichte
Möglicherweise siedelten hier in römischer Zeit Menschen, wie Funde vermuten lassen. Der heutige Ort entstand möglicherweise im Verlauf der mittelalterlichen Reconquista. Im Jahr 1436 gewährte König D. Duarte der Ortschaft und seinen Arbeitern der hiesigen Eisenerzmine einige Privilegien.
Später wurde hier die Herstellung von Wachskerzen ein bedeutender Wirtschaftszweig. Die im 18. Jahrhundert errichtete, bis heute bestehende kleine Fabrik geht vermutlich auf eine ältere Anlage zurück.

## Verwaltung
Felgueiras war Sitz einer gleichnamigen Gemeinde (Freguesia) im Kreis (Concelho) von Torre de Moncorvo. Die Gemeinde hatte 289 Einwohner auf einer Fläche von 23,07 km² (Stand 30. Juni 2011).
Zwei Ortschaften liegen im Gebiet der ehemaligen Gemeinde:
- Felgueiras
- Quintas do Corisco

Mit der Gebietsreform vom 29. September 2013 wurden die Gemeinden Felgueiras und Maçores zur neuen Gemeinde União das Freguesias de Felgueiras e Maçores zusammengeschlossen. Felgueiras ist Sitz dieser neu gebildeten Gemeinde.

## Söhne und Töchter der Gemeinde
- Tomé Rodrigues Sobra (1759–1829), Chemiker und Hochschullehrer an der Universität Coimbra
- Isabel Mateus (* 1969), Schriftstellerin, Pädagogin und Literaturwissenschaftlerin